# Stiftung Christliche Medien
Die Stiftung Christliche Medien (SCM) ist eine gemeinnützige kirchliche Stiftung privaten Rechts mit Sitz in Witten. Sie fördert die christliche Verlagsarbeit und ist direkt beteiligt an der SCM Verlagsgruppe GmbH, der SCM Verlag gGmbH und der SCM Bundes-Verlag gGmbH. Die operative Verlagsarbeit aller Gesellschaften wird unter der Bezeichnung SCM Verlagsgruppe zusammengefasst.
Hierzu gehören der SCM-Verlag mit den Marken SCM Hänssler und SCM R. Brockhaus in Holzgerlingen und Witten, das Zeitschriftenhaus SCM Bundes-Verlag in Witten sowie Gerth Medien mit der Verlagsmarke adeo in Wetzlar (bis September 2023 in Aßlar). Damit ist die SCM Verlagsgruppe nach eigenen Angaben die größte evangelische Verlagsgruppe in Deutschland. Ziel ist es, „die christliche Verlags-, Medien-, und Öffentlichkeitsarbeit zu fördern und für alle publizistisch tätigen Organisationen offen zu sein, die auf der Basis der Deutschen Evangelischen Allianz arbeiten“.

## Geschichte
Die Stiftung wurde im Juni 2000 von Friedhelm Loh gemeinsam mit dem Bund Freier evangelischer Gemeinden in Deutschland gegründet.
2001 wurde die Stiftung zunächst Gesellschafterin des Bundes-Verlags, des R. Brockhaus Verlags und des Oncken-Verlags. Die letzteren beiden standen bereits seit 1970 in enger Kooperation und waren seit 1998 mit dem Bundes-Verlag zusammengeschlossen. Im Dezember 2001 wurde der ERF-Verlag des Evangeliums-Rundfunks in Wetzlar sowie im Mai 2002 der Hänssler-Verlag übernommen.
Im Juli 2003 wurde die Vertriebs- und Dienstleistungsgesellschaft ICMedienhaus gegründet, die über 28.000 vorrätige und lieferbare Titel aus über 280 Verlagen und über das größte Barsortiment im christlichen Buchhandel verfügte.
Anfang 2007 wurden die vier Verlage (R. Brockhaus, ERF, Hänssler und Oncken) zum SCM-Verlag verschmolzen. Während die alten Verlagsnamen meist zur Marke umfunktioniert wurden, wurde Oncken in SCM Collection umbenannt und als Geschenklabel des Verlags spezialisiert. Heute haben die Geschenk- und Nonbook-Artikel nur noch das Label der Dachmarke SCM.
2008 wurden die Endkundenaktivitäten unter der Marke SCM Shops zusammengefasst. So wurde 2009 auch die zu diesem Zeitpunkt 102 Jahre alte Buchhandlung der Liebenzeller Mission zum SCM Shop, nachdem diese von der SCM Verlagsgruppe übernommen wurde.
Die SCM Verlagsgruppe übernahm 2010 den Johannis-Verlag von der St.-Johannis-Druckerei C. Schweickhardt und führte ihn als Edition Johannis innerhalb der eigenen Hausmarke SCM Collection fort. Teilweise wurde der Geschenk- und Kalenderverlag SKV-Edition des gleichen Unternehmens als Ergänzung der Auswahl der SCM Collection übernommen. Der Teilbereich SKV Karten und Papeterie wurde von Concepcion Seidel übernommen.
Zum 1. Juli 2016 übernahm die SCM-Verlagsgruppe die Verlage Gerth Medien und adeo, die bisher zur Verlagsgruppe Random House gehörten.
Die Dienstleistungsgesellschaft ICMedienhaus GmbH & Co. KG sowie die SCM-Verlag GmbH & Co. KG wurde 2017 in die SCM Verlagsgruppe GmbH überführt. Der Logistikbereich bzw. die Auslieferung der ICMedienhaus GmbH & Co. KG wurde zum 1. Juli in die SCM Verlagsauslieferung GmbH ausgegliedert.
2024 erfolgte die Trennung von den drei SCM Shop Buchhandlungen in Holzgerlingen, Witten und Bad Liebenzell. Sie wurden von der Alpha Buchhandlung übernommen, die wiederum im März 2025 Insolvenz angemeldet hat. Der Bestand aus eigenen Verlagsmarken im SCM Shop wurde von rund 11.000 Titeln auf etwa 4.000 Titel verringert.
Die SCM Verlagsgruppe bündelt somit aktuell alle Vertriebs- und Marketingbereiche der Verlagsgruppe sowie die Verlagshäuser mit ihren Marken und die Logistikgesellschaft SCM Verlagsauslieferung.
Im Internet betreibt die SCM Verlagsgruppe außerdem das Portal Jesus.de und amen.de.

## Leitung

### Geschäftsführer
Gründer der Stiftung ist Friedhelm Loh. Vorstandsvorsitzender ist seit 2022 Guido Sadler. Geschäftsführer ist Jürgen Lawrenz.

### Vorstand
Der ehrenamtlich tätige Vorstand der Stiftung besteht aus:
- Guido Sadler (Vorsitzender)
- Jürgen Lawrenz (Stellvertreter)
- Erhard Diehl (Ehrenmitglied)
- Klaus Göttler
- Simon Juraschek
- Bernd Kanwischer
- Steffen Kern
- Daniela Knauz
- Dan Peter